# Valeri d'Antíbol
Valeri d'Antíbol (Gàl·lia, s. V - Antíbol, 473) fou el segon bisbe d'Antíbol. És venerat com a sant per diverses confessions cristianes, particularment a les diòcesis de Niça i del Frejús.
Morí martiritzat pels visigots arrians. Res més se'n sap del cert, i la majoria de fets que s'hi atribueixen són llegendes. Les fonts antigues que en deurien parlar van desaparèixer durant les invasions dels segles VIII i IX. No s'ha de confondre amb un altre bisbe contemporani, Valeri de Niça, que fou monjo de Lerina.
El seu nom fou donat en 1182 a un poblat proper a Grassa, Saint-Vallier de Thiey.